# Zino (particule)
Pour les articles homonymes, voir Zino (homonymie).
Le zino est une particule élémentaire hypothétique, superpartenaire du boson Z (responsable de l'interaction nucléaire faible), et donc un jaugino. Superpartenaire d'un boson, ce serait, selon les règles de la supersymétrie, un fermion de spin 1/2 et de masse non nulle. Elle n'a pas encore été détectée. On espère pouvoir la détecter dans le LHC, en raison de la puissance dont cet accélérateur de particules dispose en comparaison des autres accélérateurs actuels.